# Eoophyla sejunctalis
Eoophyla sejunctalis là một loài bướm đêm trong họ Crambidae.